# Léa Abadou
Léa Abadou (en arabe : ليا عبدو), née le 12 mars 1997 à Landerneau, est une footballeuse internationale algérienne évoluant au poste de défenseure à l'US Orléans.

## Biographie

### Carrière en club
Léa Abadou naît le 12 mars 1997 à Landerneau dans la région Bretagne, en France. Elle commence le football au Racing Club Lesnevien pour faire comme ses deux fréres.
Formée à l'EA Guingamp, elle y réalise ses débuts professionnels en première division le 3 mai 2015, avec une victoire 2 buts à 1 contre l'ASPTT Albi. Après sept ans passé au club, en 2019, elle quitte Guingamp et rejoint le CPBB Rennes. Un an plus tard, elle signe un contrat au FC Vendenheim pour deux saisons, et quitte pour la première fois la Bretagne.
En 2022, elle quitte Vendenheim pour l'US Saint-Malo en D2 féminine.
En juillet 2023, elle signe à l'US Orléans.

### Carrière en sélection
En septembre 2021, Léa Abadou reçoit sa première convocation en équipe d'Algérie pour participer à un stage de pré-sélection pour les qualifications à la Coupe d'Afrique des nations féminine 2022 du 15 au 21 septembre 2021.
En février 2023, elle est convoquée par le sélectionneur Farid Benstiti pour participer à un rassemblement au Centre technique national de Sidi Moussa du 13 au 22 février 2023,.
En avril 2023, elle est convoquée à un stage durant lequel la sélection affronte la Tanzanie dans une double confrontation amicale.
Elle fait ses débuts en équipe d'Algérie le 18 juillet 2023 contre le Sénégal à Thiès. Le match  voit les Algériennes s'incliner sur le score de 4 buts à 0.

## Statistiques

### Statistiques détaillées
| Saison                | Club                  | Championnat           | Championnat | Championnat | Coupe(s) nationale(s) | Coupe(s) nationale(s) | Algérie | Algérie | Total | Total |
| Saison                | Club                  | Division              | M.          | B.          | M.                    | B.                    | M.      | B.      | M.    | B.    |
| 2014-2015             | EA Guingamp           | Division 1            | 2           | 0           | -                     | -                     | -       | -       | 2     | 0     |
| 2015-2016             | EA Guingamp           | Division 1            | -           | -           | -                     | -                     | -       | -       | 0     | 0     |
| 2016-2017             | EA Guingamp           | Division 1            | 1           | 0           | -                     | -                     | -       | -       | 1     | 0     |
| 2017-2018             | EA Guingamp           | Division 1            | 6           | 0           | 2                     | 1                     | -       | -       | 8     | 1     |
| 2018-2019             | EA Guingamp           | Division 1            | 8           | 0           | -                     | -                     | -       | -       | 8     | 0     |
| Sous-total            | Sous-total            | Sous-total            | 17          | 0           | 2                     | 1                     | -       | -       | 19    | 1     |
| 2018-2019             | CPBB Rennes           | Division 2            | 2           | 0           | -                     | -                     | -       | -       | 2     | 0     |
| Sous-total            | Sous-total            | Sous-total            | 2           | 0           | -                     | -                     | -       | -       | 2     | 0     |
| 2020-2021             | FC Vendenheim         | Division 2            | 5           | 0           | -                     | -                     | -       | -       | 5     | 0     |
| 2021-2022             | FC Vendenheim         | Division 2            | 19          | 1           | 1                     | 0                     | -       | -       | 20    | 1     |
| Sous-total            | Sous-total            | Sous-total            | 24          | 1           | 1                     | 0                     | -       | -       | 25    | 1     |
| 2022-2023             | US Saint-Malo         | Division 2            | 19          | 0           | -                     | -                     | 1       | 0       | 20    | 0     |
| Sous-total            | Sous-total            | Sous-total            | 19          | 0           | -                     | -                     | 1       | 0       | 20    | 0     |
| 2023-2024             | US Orléans            | Division 2            | 10          | 1           | 1                     | 0                     | 3       | 0       | 14    | 1     |
| Total sur la carrière | Total sur la carrière | Total sur la carrière | 72          | 2           | 4                     | 1                     | 4       | 0       | 80    | 3     |

### En sélection

#### Matchs internationaux
Le tableau suivant liste les rencontres de l'équipe d'Algérie dans lesquelles Léa Abadou a été sélectionnée depuis le 18 juillet 2023 jusqu'à présent.
|}
| Résultat : - G = Match gagné - N = Match nul - P = Match perdu |